# Gare de Lamativie
La gare de Lamativie est une gare ferroviaire française de la ligne de Souillac à Viescamp-sous-Jallès, située au lieu-dit Lamativie-Gare, sur le territoire de la commune de Lamativie, dans le département du Lot, en région Occitanie.
Mise en service en 1891 par la Compagnie du chemin de fer de Paris à Orléans (PO), c'est une halte voyageurs de la Société nationale des chemins de fer français (SNCF) fermée au service ordinaire. Exceptionnellement, sur réservation, elle peut être desservie pour des groupes de randonneurs. C'est également une gare d'évitement de la ligne à voie unique.

## Situation ferroviaire
Établie à 291 mètres d'altitude, la gare de Lamativie est située au point kilométrique (PK) 672,289 de la ligne de Souillac à Viescamp-sous-Jallès, entre les gares de Laval-de-Cère (en service) et de Siran (fermée). 
C'est une gare d'évitement disposant d'une deuxième voie pour le croisement des trains circulant sur cette ligne à voie unique.

## Histoire
La gare de Lamativie est mise en service le 11 mai 1891 par la Compagnie du chemin de fer de Paris à Orléans (PO).
En 1896, la Compagnie du PO indique que la recette de la gare de « La Mativie » pour l'année entière est de 13 445 francs.
La gare est fermée au service des voyageurs au début des années 1990.
Au début de l'année 2002, le bâtiment voyageur est en mauvais état mais des trains la desservent encore exceptionnellement pour y déposer des randonneurs. Le 8 octobre 2002, la SNCF fait détruire le bâtiment voyageurs et la halle à marchandises.

## Service des voyageurs
Halte SNCF, fermée au service voyageurs ordinaire.